# Kotkiszki (okręg wileński)
Kotkiszki (lit. Katkuškės) − wieś na Litwie, w okręgu wileńskim, w rejonie solecznickim, w gminie Paszki, 1 km na południowy zachód od Paszek, zamieszkana przez 28 ludzi. 
Dawniej używana nazwa – Chodkiszki. 

## Historia
W czasach zaborów zaścianek w gminie Dziewieniszki, w powiecie oszmiańskim, w guberni wileńskiej Imperium Rosyjskiego. W 1866 roku liczył 165 mieszkańców.
W latach 1921–1945 wieś i folwark leżały w Polsce, w województwie wileńskim, w powiecie oszmiańskim, w gminie Dziewieniszki.
W 1931 wieś w 26 domach zamieszkiwały 142 osoby, folwark w 2 domach 14 osób.
Wierni należeli do parafii rzymskokatolickiej w Onżadowie. Miejscowość podlegała pod Sąd Grodzki w Holszanach i Okręgowy w Wilnie; właściwy urząd pocztowy mieścił się w Onżadowie.